# Jaume Sañé
Jaume Sañé i Pons (Taradell, 11 de septiembre de 1961 - Alaska, 14 de julio de 2023) fue un biólogo y divulgador científico español.

## Biografía
Comenzó sus estudios de biología en la Universidad de Barcelona, pero no acabó la carrera.
Profesionalmente, fue director y guionista de varios reportajes de fauna y naturaleza en todo el mundo y emitidos en televisiones globalmente, aunque era especialista en la fauna autóctona de Cataluña. También escribió libros sobre flora y fauna. En TV3, colaboró en los programas Bèsties, Quèquicom y Natura sàvia.
Murió el 14 de julio de 2023 en Alaska, donde participaba en un viaje en grupo como guía. La complicación de una infección por malaria, enfermedad que habría contraído en uno de sus últimos viajes a Uganda, había provocado su ingreso hospitalario y posterior fallecimiento al cabo de unos días.